# نمای نزدیک (فیلم ۱۹۴۸)
«نمای نزدیک» (انگلیسی: Close-Up (1948 film)) یک فیلم است که در سال ۱۹۴۸ منتشر شد.